# Llotja de la Seda
Llotja de la Seda (phát âm tiếng Catalunya: [ˈʎɔdʒa ðe la ˈseða], tiếng Tây Ban Nha: Lonja de la Seda, Tiếng Anh "Giao dịch lụa") là một tòa nhà dân sự kiến trúc Gothic Valencia ở Valencia, Tây Ban Nha. Đây là điểm thu hút khách du lịch nhất tại thành phố. UNESCO cũng đã công nhận đây là di sản thế giới từ năm 1996.

## Lịch sử
Được xây dựng vào giữa năm 1482 và 1548, công trình này bao gồm ba phần. Vườn Cam là một sân có tường bao quanh. Sảnh chính của nó là Sala de Contratacion (Sảnh hội đồng) là một cấu trúc rộng lớn được trang trí vô cùng sa hoa, được hỗ trợ bởi các cột xoắn tuyệt đẹp. Đây cũng là trung tâm tài chính của Llotja de la Seda, nơi các thương nhân soạn thảo hợp đồng giao dịch. Bên cánh là gian lãnh sự quán, là trụ sở của tòa án thương mại hàng hải đầu tiên ở Tây Ban Nha. Hai tầng trên là các phòng chức năng chính với trần nhà được trang trí phong phú. Các phòng này vẫn còn duy trì được nhiều đồ đạc ban đầu. Đôi khi, tòa án thương mại sẽ ra các quyết định bỏ tù thương nhân vì các khoản nợ ở trong tòa tháp trung tâm, đây cũng chính là phần thứ ba của công trình.
Sau kiến trúc hiện tại, có một kiến trúc sớm hơn đó vào thế kỷ 14, được gọi là Giao dịch Dầu (Llotja de l’Oli, trong tiếng Valencia, hay Lonja del Aceite, trong tiếng Tây Ban Nha). Nó không chỉ được sử dụng để giao dịch các loại dầu nông nghiệp mà còn nhiều loại sản phẩm giao dịch khác như là vải peccan được giao dịch vào năm 1348. Hoạt động thương mại đã giúp Valencia thịnh vượng trong suốt thế kỷ 15, và vì vậy một tòa nhà giao dịch mới được xây dựng.
Thiết kế của Llotja de la Seda bắt nguồn từ một cấu trúc tương tự ở Palma de Mallorca, được xây dựng bởi kiến trúc sư Guillem Sagrera vào năm 1448. Người đảm nhiệm xây dựng Llotja de la Seda là kiến trúc sư Pere Compte, người đã chỉ đạo xây dựng Hội trường giao dịch chỉ trong 15 năm (1483–1498)

## Hình ảnh

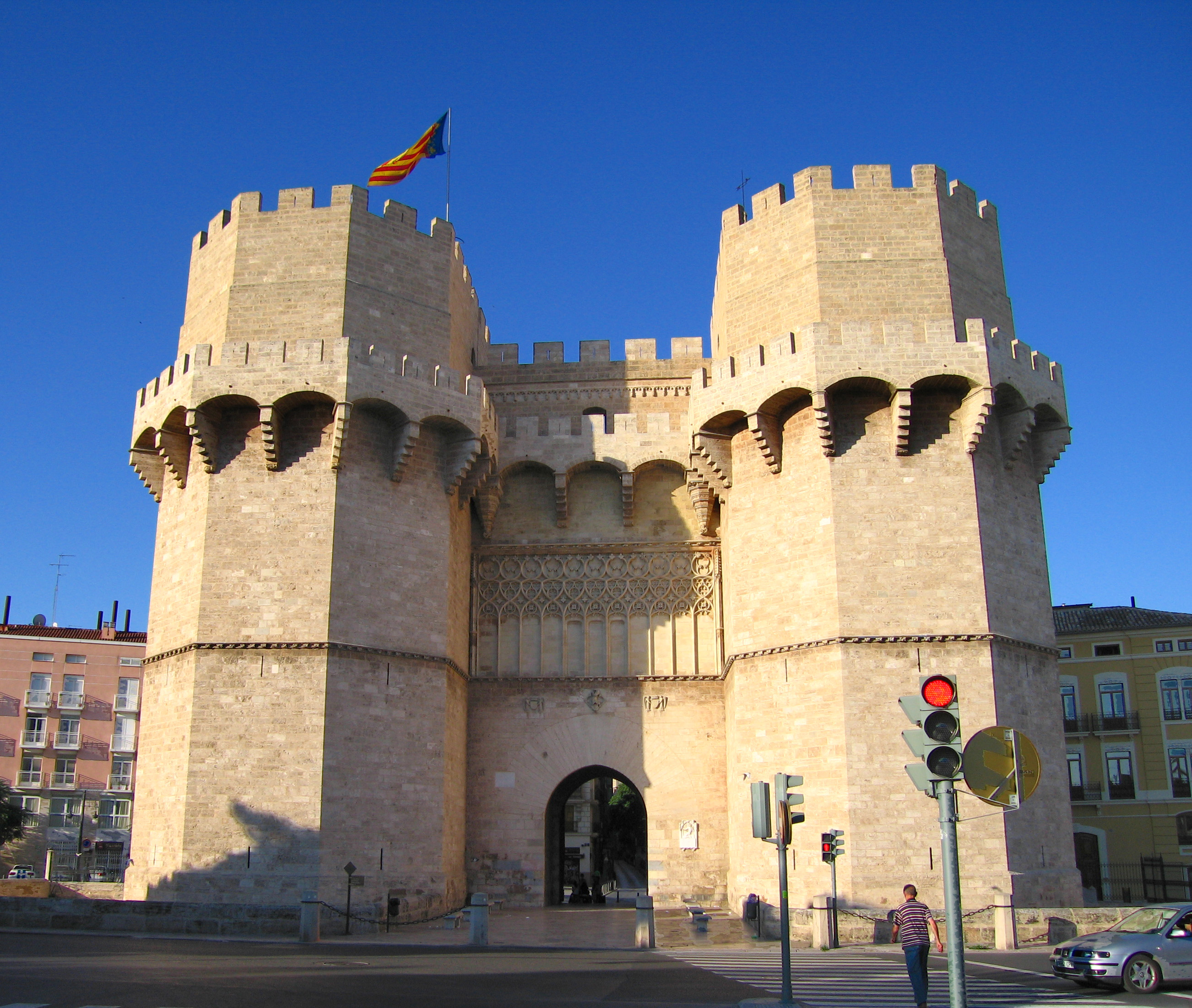
Các tháp Serranos
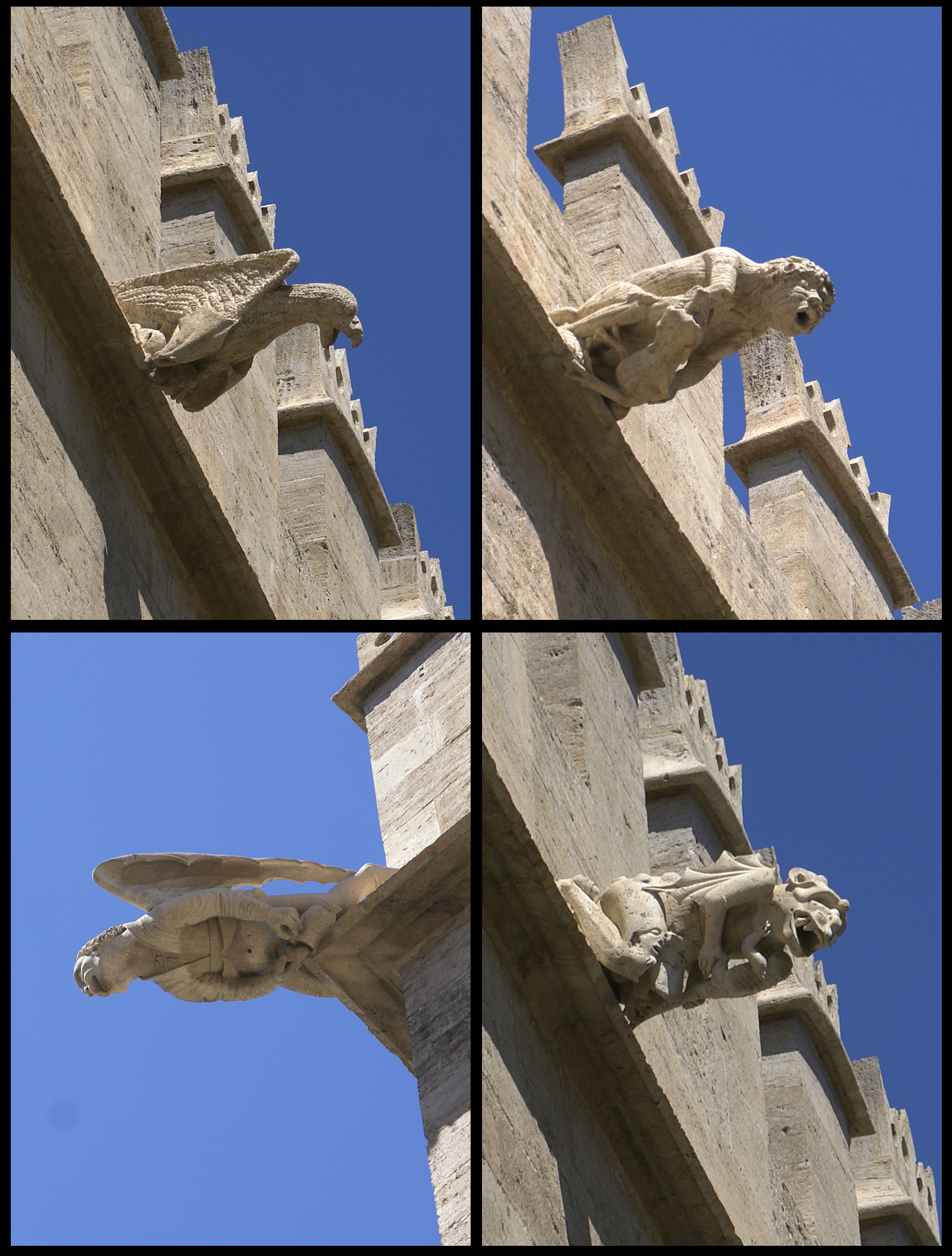
Một vài Gargoyle của Llotja de la Seda
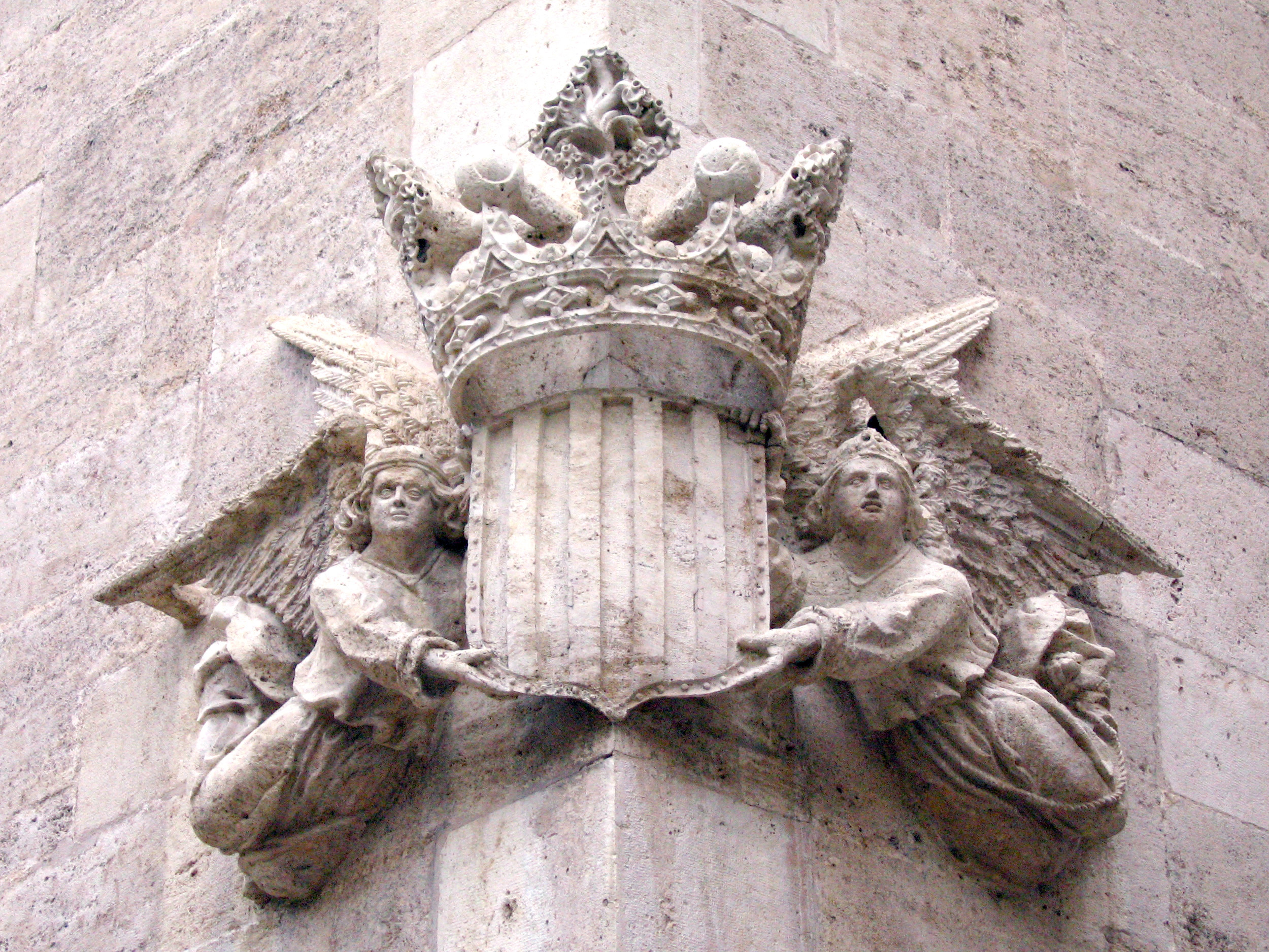
Vũ khí Hoàng gia của vua Valencia ở Llotja
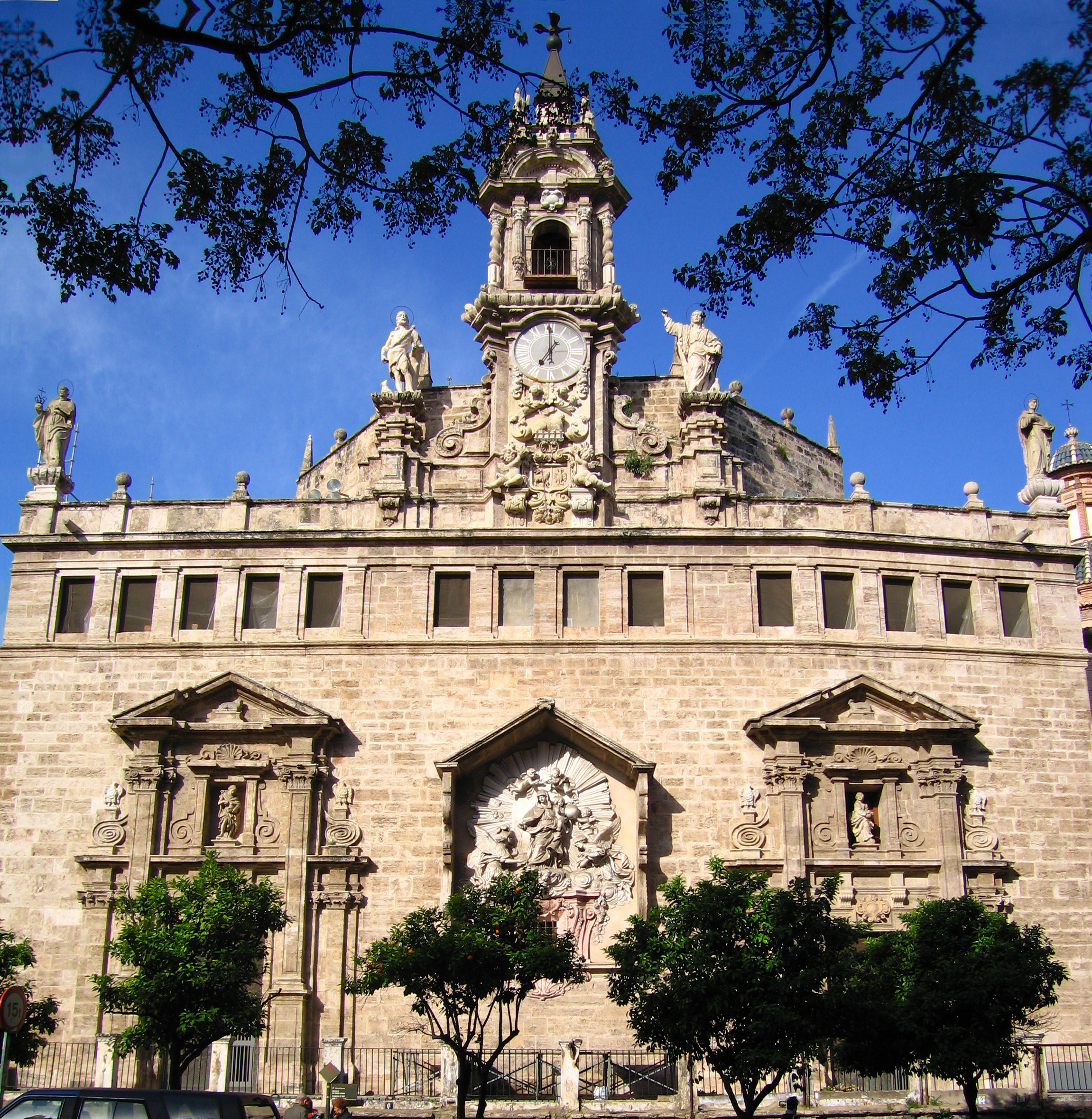
Thánh Joan